# Arboreto Stony Brook Millstone Watershed
Los Arboreto Stony Brook Millstone Watershed (en inglés: Stony Brook Millstone Watershed Arboretum) es un arboreto y jardín botánico dentro de una reserva de naturaleza de 860 acres (3.5 km²) de extensión, que se encuentra en Pennington, Nueva Jersey. 

## Localización
Stony Brook Millstone Watershed Arboretum 31 Titus Mill Road, Pennington, Mercer county, New Jersey NJ 03862 United States of America-Estados Unidos de América
Planos y vistas satelitales.40°21′9″N 74°46′21.72″O / 40.35250, -74.7727000
El arboreto está abierto de mayo a mediados de octubre. La entrada es libre.

## Historia
La asociación sin ánimo de lucro "Stony Brook-Millstone Watershed Association" que es el primer grupo medioambiental del Nueva Jersey central is central. 
Desde 1949 viene trabajando para proteger el agua y el medio ambiente mediante la conservación, la defensa, la ciencia y la educación. Su principal enfoque es el interés por el agua y el medio ambiente, proteger y restaurar los hábitat sensibles, promoviendo cursos del estudio de la contaminación del agua y de inspirar a otros a cuidar y proteger el mundo natural. 
El principal objetivo de esta asociación es mejorar la salud y la calidad del agua del Nueva Jersey central y mantener una red de hábitat protegidos para la vida silvestre y las personas. Cuentan con una trayectoria de éxito de más de 60 años de protección efectiva del medio ambiente.
Como una organización sin fines de lucro, dependen del apoyo de los miembros y voluntarios para su permanencia. 

## Colecciones
Entre los árboles del arboreto destacan:
Acer japonicum (arce del Japón), Acer saccharinum (arce plateado), Carya spp., Cedrus libani (cedro azul del Atlas), Fagus grandifolia (Haya americana), Ginkgo biloba (gingko), Ilex opaca ( acebo americano), Liquidambar styraciflua, Magnolia sp., Metasequoia glyptostroboides, Platanus occidentalis (sicomoro americano), y Quercus spp. (robles).